# 王純 (弘治進士)
王純（1464年—1519年），字希文，浙江寧波府慈谿縣人，民籍，明朝政治人物。

## 生平
成化十九年（1483年）癸卯科浙江鄉試第六十七名舉人。弘治六年（1493年）中式癸丑科會試第一百八十四名，三甲第二名進士。授大理寺右评事，歷官大理寺左寺正，十四年三月升江西按察司佥事，正德三年（1508年）二月升河南副使，领頴州兵备兼理淮阳诸府屯田，十二月改广东副使，丁父憂歸。被劉瑾所恶，矫诏罚输边粟千石。六年十一月复除云南副使、整饬腾冲等处兵备，八年四月升大理寺右少卿，九年十一月晋左少卿，十年三月累擢右僉都御史、巡撫宣府地方。正德十一年冬养病歸，十四年卒。

## 家族
曾祖王祖昌，工部主事；祖父王潛；父王琯，母方氏。具庆下。兄王继。弟王绩、王绮。